# Paul Creyssel
Paul Creyssel, né le 15 juin 1895 à Marseille (Bouches-du-Rhône) et mort le 14 février 1975 à Bron (Rhône), est un avocat et homme politique français.

## Député radical
Il entame à Lyon des études de droit, interrompues par la Première Guerre mondiale. Officier d'infanterie, il est blessé et décoré, puis passe en 1917 dans l'aviation de bombardement. Après la guerre, il se fait avocat et s'inscrit au barreau de Lyon. Il se spécialise en politique économique et devient l'un des orateurs du Parti radical sur ces questions. Fin lettré, bon skieur, marié à une protestante, il est représentatif des nouvelles élites républicaines de l'époque, dont il partage aussi l'ignorance dans le domaine économique. Élu député de la Loire en 1932, il s'oppose à la constitution du Front populaire et quitte le parti radical.

## Virage à droite
C'est sous les couleurs de l'Alliance démocratique qu'il est réélu en 1936. Il rejoint le groupe de l'Alliance des républicains de gauche et des radicaux indépendants, mais se rapproche ensuite du Parti social français, auquel il adhère finalement.
Alors membre du bureau politique du PSF, le futur député Pierre de Léotard écrit à son propos : « Paul Creyssel venait des radicaux. C'était un orateur disert qui avait le secret des belles formules. Il n'a jamais réussi à se faire entendre à la Chambre et il a plus ou moins sombré dans la collaboration sous Vichy. Je l'ai revu après la guerre. Je crois qu'il a fini par s'inscrire au barreau de Casablanca. »

## Collaborateur actif
En juillet 1940, il ne prend pas part au vote des pleins pouvoirs au maréchal Pétain. Deux ans plus tard, le 30 mars 1942, Pierre Laval — dont il est proche — le nomme directeur des services de la propagande du Régime de Vichy. Un an plus tard, le 4 mars 1943, il devient secrétaire général à la Propagande. Il expliquera plus tard : « Le Président Laval m'avait fait entendre que mon rôle n'était pas tant de rendre son gouvernement populaire que de lui permettre de rester efficace. » Pour contrer l'opposition grandissante que suscite la politique de collaboration dans le pays, il suggère de s'appuyer sur les élites locales — « maires, instituteurs et légionnaires ». Si Paul Creyssel reste avant tout un ancien combattant nationaliste fidèle au maréchal Pétain, loin de la germanophilie pro-nazie des collaborateurs parisiens de Je suis partout, son discours soutient Laval et sa collaboration avec l'Allemagne.
- Compte rendu d'une conférence de Paul Creyssel, directeur du service de la propagande au ministère de l'Information de Vichy, 16 mai 1942 (page 1)
- Compte rendu d'une conférence de Paul Creyssel, directeur du service de la propagande au ministère de l'Information de Vichy, 16 mai 1942 (page 3)
- Compte rendu d'une conférence de Paul Creyssel, directeur du service de la propagande au ministère de l'Information de Vichy, 16 mai 1942 (page 3)

Il démissionne de ces fonctions le 4 janvier 1944. Il devient alors consul de France à Monaco. C'est dans ces fonctions que, à la Libération, il est arrêté et torturé par un groupe communiste. Il est ensuite déféré à la Justice, condamné à quatre ans de prison et dix ans d'indignité nationale, et déclaré inéligible. Il se retire au Maroc, s'inscrivant au barreau de Casablanca.
Il a été décoré de l'ordre de la Francisque.

## Sources
- « Paul Creyssel », dans le Dictionnaire des parlementaires français (1889-1940), sous la direction de Jean Jolly, PUF, 1960 [détail de l’édition]